# Első bécsi döntés

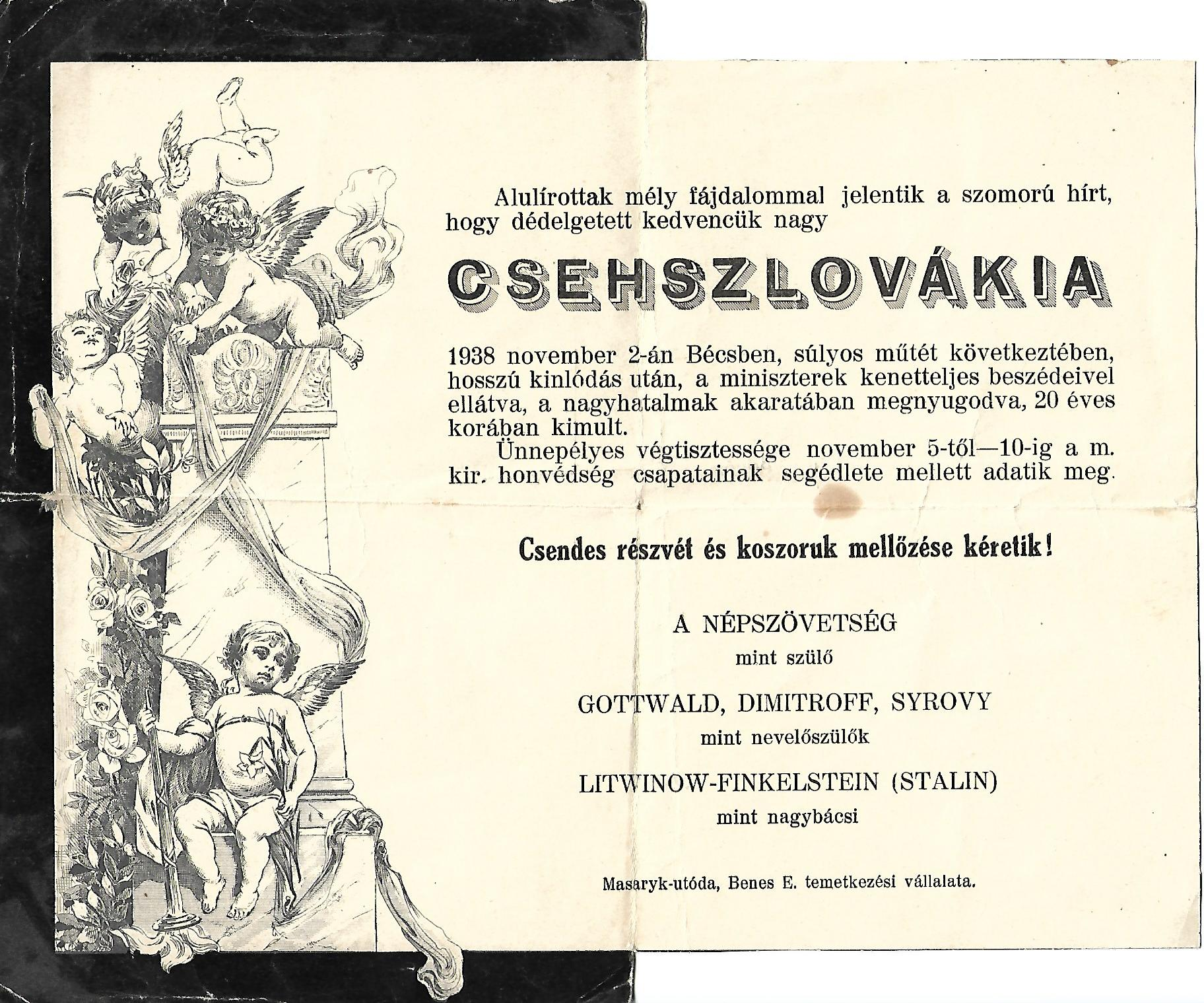
Tájékoztató szórólap az első bécsi döntésről

Az első bécsi döntés a szlovák és a magyar fél által felkért két döntőbíró, Ribbentrop német és Ciano gróf olasz külügyminiszter 1938. november 2-án meghozott döntése volt, amelyet Bécsben, a Belvedere kastélyban hirdették ki. Az etnikai revíziót megvalósítva 11 927 km² (az utólagos kiigazításokkal 12 012 km²) Trianonban elcsatolt területet juttatott vissza Magyarországnak, 869 ezer fős lakossággal, akik közül 752 ezer fő (86,5%) volt magyar és 117 ezer más nemzetiségű. A döntésnek köszönhetően újra magyar lett Kassa, Rozsnyó, Ungvár, Munkács, Beregszász, Rimaszombat, Érsekújvár, Komárom, Léva, Losonc és Fülek városa. A magyar honvédség november 5. és 10. között vonult be a csehszlovák hadsereg által kiürített területre, ahol mindenütt örömmel fogadták. Az új határokon túl 67 000 magyar maradt. November 13-án hirdették ki az 1938. évi XXXIV. törvénycikket a Magyarországhoz visszacsatolt felvidéki területeknek az országgal való egyesítéséről.
Az első bécsi döntés közvetlen előzménye az Anschlusst követő német politika, aminek célja Csehszlovákia felbomlasztása volt. Hitler 1938 augusztusában felajánlotta a teljes északi revíziót Horthynak abban az esetben, ha Magyarország háborút provokál a csehszlovákokkal, ám ő ezt elutasította. Franciaország és Nagy-Britannia azzal kívánta elkerülni Csehszlovákia teljes feldarabolását, hogy elfogadták a nemzeti alapú határrevíziókat. Szeptember 29-én a négy nagyhatalom aláírta a müncheni egyezményt, amely a Szudétavidék németlakta területeit a Harmadik Birodalomnak juttatta, Galeazzo Ciano gróf (Benito Mussolini később kivégzett veje) javaslatára az a kitétel is bekerült, hogy Csehszlovákia a területi viták békés rendezése érdekében kezdjen tárgyalásokat a magyarokkal és a lengyelekkel is. A Kánya Kálmán és Jozef Tiso (Tisza József) közötti (magyar nyelven folyt!) tárgyalások azonban eredménytelenek maradtak, mivel Tiso a magyarlakta városokat nem akarta visszaadni, csak a falvakat. A felek ezért október végén kértek nemzetközi döntőbíráskodást, amiben Nagy-Britannia és Franciaország nem kívántak részt venni, így a döntést végül Németország és Olaszország hozta meg.
Mivel a két nagyhatalom döntését nem előzte meg írásbeli megegyezés az érintettek között, gyakran nem választottbíráskodásnak, hanem politikai arbitrázsnak tekintik azt, hiszen a felek között még a jogvita terjedelmében sem volt egyetértés. Míg a szlovák fasiszta bábállam területe egészére, addig Magyarország csak arra a területre értette, amelyet a szlovákok nem ismertek el jogos követelésként a komáromi tárgyalásokon. Sajátosság még, hogy a döntéshez nem kapcsolódik indokolás, erre az eljárásra (ex aequo et bono) azonban hiányzott a kifejezett felhatalmazás a két vitában lévő államtól. A második világháború után megkötött párizsi béke a második bécsi döntéssel együtt érvénytelennek nyilvánította, a visszacsatolt területek pedig újra Csehszlovákiához kerültek.

## Háttér

### A revízió előfeltételei
A magyar külpolitika már a trianoni béke megkötését követően hozzálátott a későbbi revízió előkészítéséhez, amely sikerének biztosításához több feltételt határozott meg. Ezek közül az első a nagyhatalmak támogatása volt, ugyanis az 1920 tavaszán tartott francia–magyar titkos tárgyalások egyértelművé tették, hogy a térségben a politikai viszonyokat azok határozzák meg. Ehhez társult az a felismerés, hogy a revízió nem lehet sikeres és maradandó, ha azt a nagyhatalmak nem támogatják vagy nem fogadják el. A katonai megoldással szemben a magyar vezetés mindig a békés, diplomáciai megoldást szorgalmazta. Bethlen István elsődlegesen Olaszország szerepét tartotta fontosnak, de a többi antant nagyhatalommal is igyekezett elfogadtatni a revízió lehetőségét. Kánya Kálmán külügyminisztersége idején Nagy-Britannia és Franciaország jóindulatú semlegességét igyekezett megnyerni az ügyben, a kisantanthoz fűződő szövetségesi viszonyuk ellenére.

### Németország szerepe

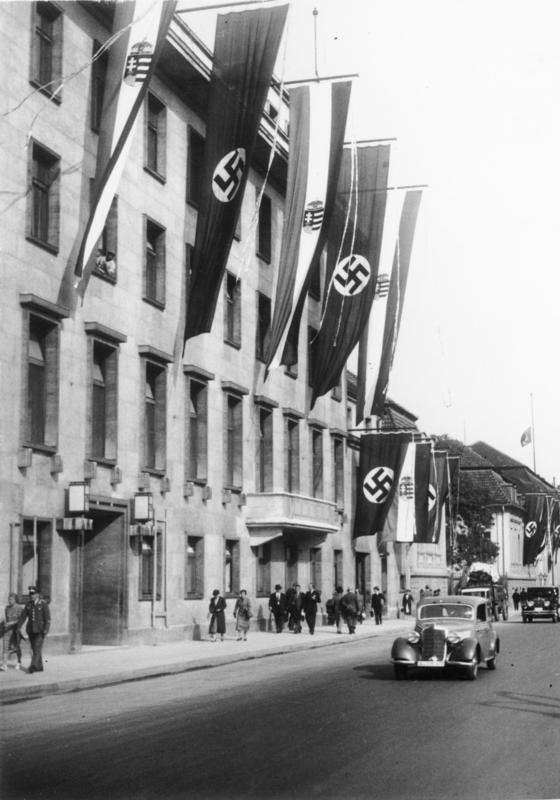
A magyar küldöttség 1938. augusztus 22. és 28. között járt Németországban, Hitler meghívására

A nagyhatalmak támogatása közül Németországét tartotta a legfontosabbnak a magyar külpolitika, ugyanis Európában csak ők rendelkeztek hasonló revíziós igénnyel. Már a weimari köztársaság is érdekelt volt a versailles-i békeszerződés rendszerének lassú lebontásában, ez Hitler hatalomra jutásával pedig egyre jobban erősödött. Az 1930-as évek közepétől a németek nagy hangsúlyt helyeztek a külföldön élő nemzettársaik helyzetének javítására, és 1937-ben Darányi Kálmánnal is közölték elégedetlenségüket, ami végül a Volksbund magyarországi létrejöttéhez vezetett. A Csehszlovákiában való közös fellépésükről 1938. február 10–12-én Budapesten tárgyalt a Szudétanémet Párt és az Egyesült Magyar Párt több vezetője.
1938-ban a Harmadik Birodalom négyféle megoldást látott Szlovákia ügyében: 1. önálló Szlovákia, 2. autonóm Szlovákia csehszlovák államszövetségben, 3. Magyarországhoz csatolás, 4. autonóm Szlovákia Lengyelországon belül. Az első esetet a németek csak akkor látták volna életképesnek, ha az gazdaságilag Németországhoz kapcsolódik, a második Csehország megszállásával megszűnne, a harmadik lehetőséget csupán a magyarok érdekének tekintették, míg a negyediket akkor tartották megoldhatónak, ha Lengyelország cserébe bizonyos területeket átad a németeknek.
Az Anschlusst követően Németország új célpontja Csehszlovákia lett, amelyet katonai vagy diplomáciai eszközökkel kívántak felbomlasztani. Magyarország már 1937-től igyekezett egy esetleges katonai akcióban a neki szánt szerepet megtudakolni, azonban a németek elzárkóztak a katonai együttműködéstől. A németek 1938 tavaszán a Zöld terv végrehajtását látszottak preferálni, ám több szempont, így az agresszornak szánt Magyarország meghátrálása miatt erről később letettek. Az augusztus 22-én kezdődött kieli tárgyalások is egyértelművé tették, hogy Magyarország katonailag nem áll készen a neki szánt szerep betöltésére, és több szempont miatt a Felvidék teljes revíziója sem reális elképzelés. A német diplomáciában ezalatt egyre inkább előtérbe került a magyar etnikai revízió alternatívája a teljes revízióval szemben. A magyar kormányzat is ezt tartotta reális megoldásnak, ám elvek szintjén sosem szakadt el a teljes revízió gondolatától sem.
A magyar vezetés, bár tisztában volt azzal, hogy milyen súlyos kül- és geopolitikai következményei lehetnek a revíziónak, a csehszlovák válság idején mégsem kívánt kimaradni a felkínált lehetőségből. Magyarországnak ekkor kezdettől fogva alapvető érdeke volt, hogy a magyar kisebbség megoldásában ugyanazon alapelvek érvényesüljenek, mint a szudétanémetek esetében. A magyar kormány 1938 májusáig napirenden tartotta a teljes Felvidék visszacsatolását jelentő elképzelést. Később ez úgy módosult, hogy a magyarlakta területek visszacsatolása mellett a szlovákok és ruszinok körében népszavazás tartását szorgalmazták, abban a reményben, hogy nagyobb részük Magyarországgal közösen képzeli el a jövőjét.
A németek agresszív külpolitikája nyomán Magyarország és Lengyelország is aktivizálódott Csehszlovákia ellen. A németek többször igyekeztek rávenni a magyarokat az erélyesebb fellépésre. Az 1938. szeptember 29-én megkötött müncheni egyezmény a Szudétavidéket Németországnak juttatta és Szlovákia számára autonómiát tett lehetővé. A magyar és lengyel fél remélte, hogy az egyezmény az ő ügyükben is döntést hoz, azonban az csak egyik függelékében emlékezett meg a kérdésről, olasz kérésre. A további csehszlovákiai kisebbségek ügyében, a Magyarország, Lengyelország és Csehszlovákia közötti kétoldalú tárgyalásos rendezést hangsúlyozták. A függelék ezen kívül kimondta, hogy „A négy hatalom kormányfői kijelentik, hogy a csehszlovákiai lengyel és magyar kisebbségek kérdése, amennyiben azt a következő három hónapon belül az érdekelt kormányok közötti megegyezés útján nem rendezik, a négy hatalom itt jelenlevő kormányfői újabb összejövetelének tárgya lesz.” Magyarország és Csehszlovákia között "csupán" 3 határincidens történt közvetlenül a bécsi döntést megelőzően (október 5. Kacagópuszta, október 7. Párkány, október 13. Perbenyik).

### A komáromi tárgyalások

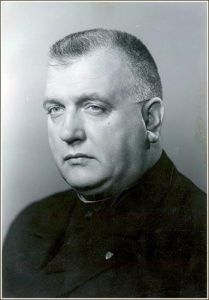
Jozef Tiso, a Szlovák Köztársaság miniszterelnöke majd elnöke

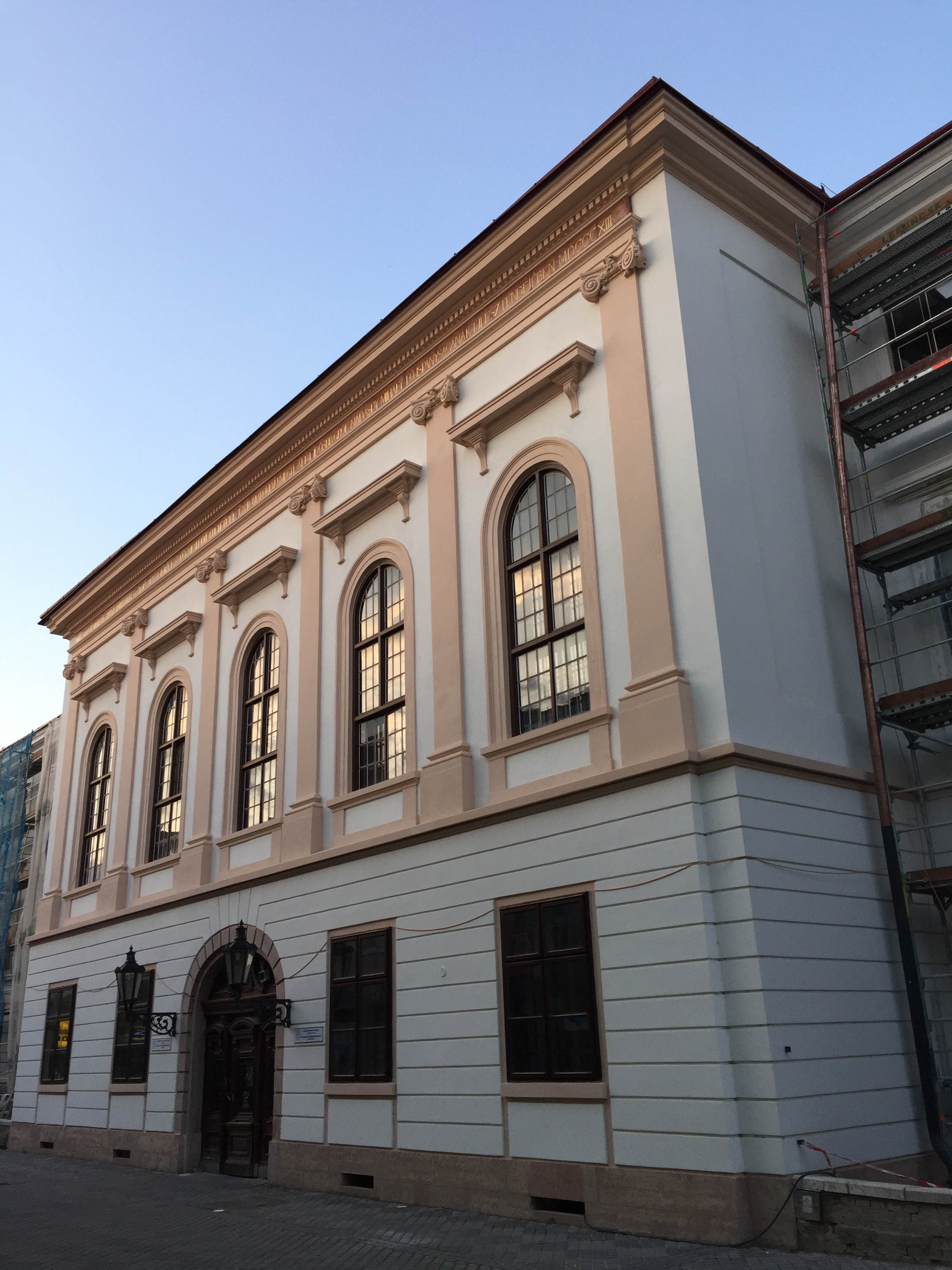
A tárgyalások helyszíne, a megyeháza (Komarno, Župná 15., 2017)

A magyar külügy, a diplomáciai szabályok betartásával megkezdte a tárgyalások előkészítését a müncheni egyezmény jegyzékében foglaltak teljesítésére. A kétoldalú tárgyalások 1938. október 9-én este hétkor kezdődtek meg Komáromban. A csehszlovák delegációt – amely kizárólag szlovákokból állt – Jozef Tiso, az autonóm Szlovákia két nappal korábban kinevezett miniszterelnöke vezette, a magyar delegációt pedig Kánya Kálmán külügyminiszter. A magyar delegáció a Zsófia hajóval érkezett és egyben szállása is az volt, míg a szlovák küldöttséget a város egyik szállodájában helyezték el. Komárom a szlovák delegáció számára nagyon hátrányosnak bizonyult, ugyanis a helyi magyar lakosság a visszatérés mellett volt, a magyar küldöttséget virágesővel fogadták, a templomok tornyaira magyar zászlókat tűztek ki, és a tárgyalásokra behallatszott az utcán énekelt (elvileg betiltott) magyar himnusz. A tárgyalások helyszínéül a csehszlovák hadsereg által őrzött megyeháza szolgált, tárgyalási nyelvként a franciában állapodtak meg, azonban mivel a küldöttek mindegyike beszélt magyarul, így végül azt használták, a jegyzőkönyveket pedig francia, szlovák és magyar nyelven vezették.
A csehszlovák delegáció felkészületlensége és a szakértők hiánya miatt a magyar fél volt az állandó kezdeményező. Az első napon Kánya közölte a magyar fél álláspontját és átadta memorandumát, amelyben az 1910-es népszámlálás szerinti legalább 50%-ban magyarlakta területeket, valamint a német többségű Pozsonyt követelte átadni. Ez összesen 12 940 km²-t jelentett, 1 030 794 lakossal, a többi területen pedig népszavazást kívántak tartani (az összes követelés 14 153 km²-re terjedt ki). A csehszlovák delegáció kérte a tárgyalások elnapolását ennek tanulmányozására hivatkozva. A tárgyalást másnap délután folytatták, a csehszlovák küldöttség nevében Ivan Krno teljes mértékben elutasította a magyar követeléseket és megkérdőjelezte az 1910-es népszámlálási adatok hitelességét is, ami miatt heves vita alakult ki a felek között. Tiso javasolta a tárgyalás hosszabb időre való elnapolását, amit a magyar fél elutasított így másnap reggel, 11-én folytatták. A szakértők tanácskoztak az 1910-es népszámlálásról, ám az álláspontok nem közeledtek, de a delegációk délután is próbálkoztak. Tiso ismét elnapolást kért, egy ellenjavaslat kidolgozásához, ám Kánya ezt visszautasította, és rámutatott a csehszlovák delegáció felkészületlenségére, időhúzó taktikájára és a megfelelő szakértők hiányára. A magyar küldöttségnek végül sikerült elérnie, hogy a szlovákok belemenjenek Ipolyság és Újhely 36 órán belüli átadásába, így ezek voltak az első települések, amelyeket Csehszlovákia az első bécsi döntés keretében visszaadott.
Október 12-én délben folytatódtak ismét a tárgyalások. A csehszlovák javaslat nem érintette a területi kérdéseket, csupán autonómia megadását helyezte kilátásba Kárpátaljának és a magyar többségű területeknek. Kánya külügyminiszter Tiso javaslatát egyszerűen rossz viccnek nevezte, majd emlékeztette a csehszlovák küldöttséget, hogy a prágai kormányzatnak még a tárgyalások előtt a tudomására hozták, hogy területi koncessziókról kívánnak tárgyalni, amihez az hozzájárult. A csehszlovákok egy újabb ajánlata már a Csallóközt is átadta volna Magyarországnak, azzal a feltétellel, hogy Komárom szabad kikötő lesz. Ez összesen 1838 km² kiterjedésű területet érintett, 105 418 lakossal. Mivel ez még az 1930-as csehszlovák népszámlálás szerint is csak a magyar többségű területek töredéke volt, a magyar delegáció elutasította az ajánlatot. Teleki Pál indoklásában rávilágított arra, hogy ez nem oldaná meg a helyzetet, és felvetette a többi magyarlakta területen a népszavazás alkalmazását. Tiso felvetette még a lakosságcsere lehetőségét is, a magyar küldöttség ezzel a gondolattal azonban a tárgyalás végéig nem foglalkozott, a népszavazástól pedig a csehszlovák küldöttség zárkózott el.
A magyar küldöttség ezután újabb javaslat beadására szólította fel Tisót, ám erre már csak másnap reggel, 13-án kerülhetett sor. Az új javaslatban a Csallóköz mellett néhány más, határ menti terület is visszacsatolásra került volna, összesen 5405 km² 345 000 lakossal. A magyar küldöttség ezt sem fogadta el tárgyalási alapnak, és ezúttal ők kérték a tárgyalás elnapolását este hat óráig. A megbeszélthez képest egy órával később kezdődő tárgyalás mindössze tíz percig tartott: Kánya egy nyilatkozatot olvasott fel, amiben a csehszlovák küldöttség kevés hajlandósága miatt értelmetlennek és magyar részről befejezettnek nyilvánította a tárgyalásokat. Tiso ezt tudomásul vette, így a komáromi tárgyalások 1938. október 13-án este 19.10 órakor véget értek. A tárgyalások megszakadását a szlovákok örömmel fogadták, a lapok arról cikkeztek, hogy Szlovákia erős barátja – aki alatt Hitlert értették – majd megvédi őket a magyar követelésektől, illetve bizakodva várták a nemzetközi döntőbíráskodást, reménykedve Németország támogatásában.

## Döntőbíráskodás

### Előkészítés
A komáromi tárgyalások sikertelensége miatt még aznap, október 13-án éjszaka összeült a magyar minisztertanács, és határozott afelől, hogy Magyarország a müncheni egyezményt aláíró négy nagyhatalomhoz fordul a területi vita megoldásáért, Darányi Kálmánt Berlinbe, Csáky Istvánt pedig Rómába küldve a két tengelyhatalom bizalmának elnyerésére. Másnap a szlovák kormány is ülésezett és egy szakértői anyag összeállításáról döntött. Darányi ugyanezen a napon érkezett Obersalzbergbe, ahol közölte Hitlerrel a kétoldalú tárgyalások sikertelenségét és támogatását kérte a szlovákokkal szemben, cserébe az Antikomintern paktumhoz való csatlakozást és tízéves időtartamú gazdasági szerződés megkötését ajánlva. Hitler ezek mellé a Népszövetségből való kilépést követelte még, majd dühroham közepette távozott a tárgyalásról, Joachim von Ribbentrop külügyminiszterre hagyva annak folytatását. Darányi ezt követően Imrédy Béla miniszterelnökkel tárgyalt, aki úgy módosította a magyar igényéket, hogy Pozsony és Nyitra visszaadását már nem kérte, de Kassa, Ungvár és Munkács még szerepelt (ún. Darányi-vonal). Ribbentrop aznap fogadta Chvalkovský csehszlovák külügyminisztert, és ismertette vele saját megosztási tervét: Ungvár és Munkács továbbra is csehszlovák területen marad, Kassát pedig esetleg menthetőnek nyilvánította (Ribbentrop-vonal).
Chvalkovský azt kérte, hogy fogadják a szlovák küldöttséget is, amit október 16-án a német fél elfogadott, azzal a feltétellel, hogy a Ribbentrop-vonalat hajlandóak elfogadni tárgyalási feltételként. Tiso 19-én találkozott Hitlerrel, és igyekezett az etnikai arányokat a szlovákok számára kedvezőbben feltüntetni. Október 20-án Erdmannsdorff budapesti német nagykövet átnyújtotta a Ribbentrop-vonalat Kánya Kálmánnak, aki tiltakozott az ellen, hogy Kassa, Ungvár és Munkács csehszlovák maradjon. Darányi és Ribbentrop 23-án és 25-én levelet váltottak, amiből kiderült, hogy máshogy emlékeztek kettejük megbeszélésére. Eközben október 14-én Csáky Rómában Mussolinivel és Ciano gróffal tárgyalt, akik támogatásukról biztosították Magyarországot. A négyhatalmi konferenciát illetően eltérés volt a két tengelyhatalom között: az olaszok támogatták, míg a németek ellenezték az ötletet. Sztójay Döme berlini magyar nagykövet október 21-én küldött feljegyzést a német külügyminisztériumba, olasz–német közös döntőbíróságot ajánlva. Október 22-én Csehszlovákia megtette a harmadik csehszlovák ajánlatot: 740 ezer lakosú 11 305 km²-t felajánlva.
Kánya eközben Villani Frigyes római követen keresztül kereste fel Cianót, és kérte, hogy győzze meg német társát a döntőbíráskodásról. Németország ezt az ötletet sem támogatta, Ribbentrop Cianóval folytatott telefonbeszélgetése szerint azért, mert félő volt, hogy mindkét fél elégedetlensége miatt fegyveres erő alkalmazása válik szükségessé, amit a németek nem szándékoztak megtenni. Nagy-Britannia eközben jelezte, hogy nem ragaszkodik a négyhatalmi konferenciához, Barcza György londoni magyar nagykövet szerint azért, mert Neville Chamberlain nem kívánt újra találkozni Hitlerrel, annak újabb hatalmi lépésétől félve. Az angol álláspont miatt Franciaország is az értekezlet összehívása ellen volt. Október 28-án Ribbentrop Rómába utazott, ahol Ciano meggyőzte a döntőbíráskodásban való részvételről és elérte, hogy engedjen Kassa, Ungvár és Munkács kérdésében a magyarok javára. Magyarország 29-én, Csehszlovákia 30-án jelezte, hogy elfogadja a döntőbíráskodás döntését, a német és olasz kormány a döntés meghozását november 2-ára tűzte ki.
A pozsonyi német konzul von Druffel és a pozsony környéki (csallóközi) németség a Cseh-Szlovákiában való maradás mellett foglalt állást, mivel Pozsony volt kulturális központjuk, ami nélkül az elmagyarosodástól féltek.

### A döntés

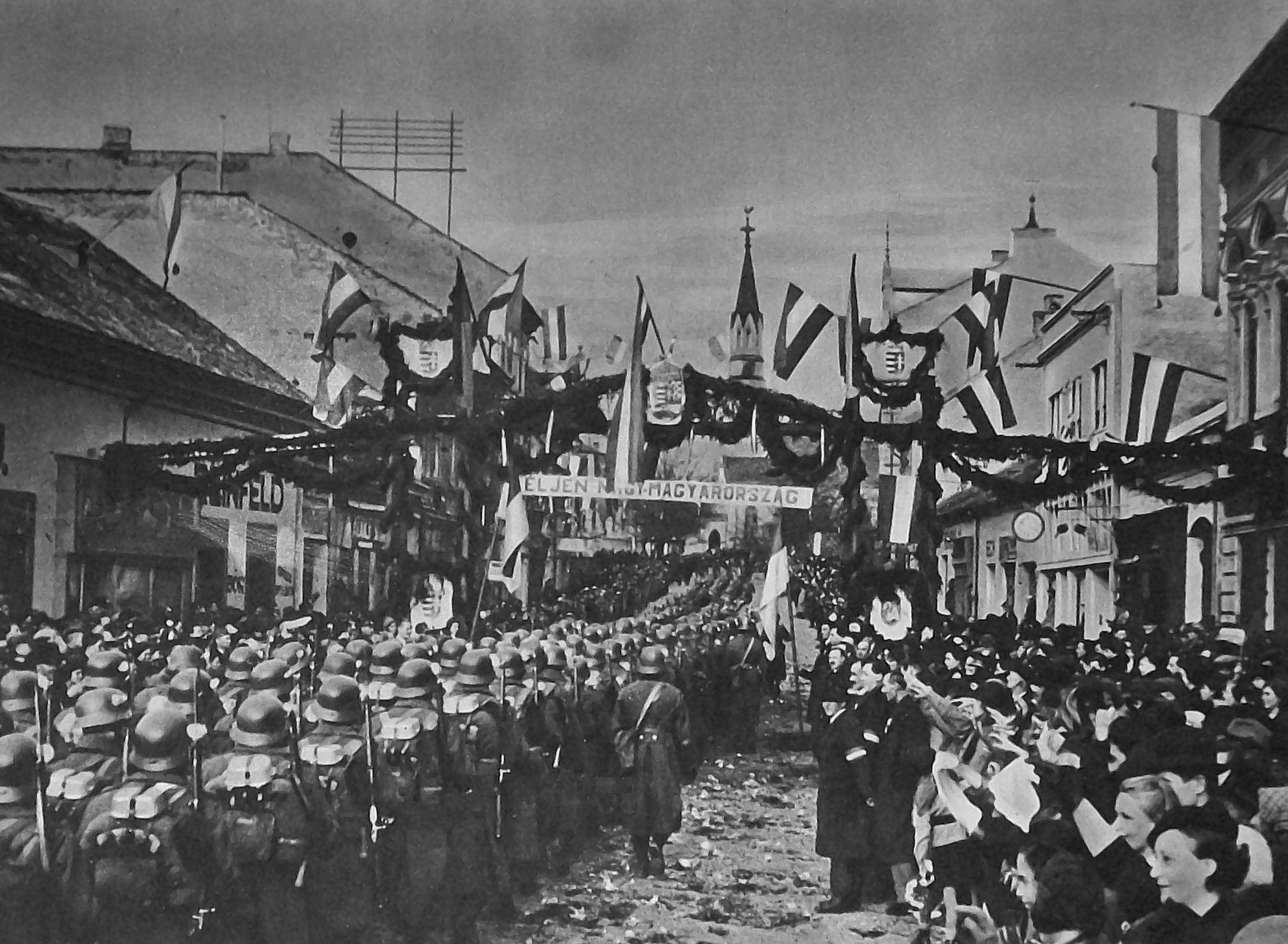
1938. november 10-én a Magyar Honvédség bevonul Losoncra

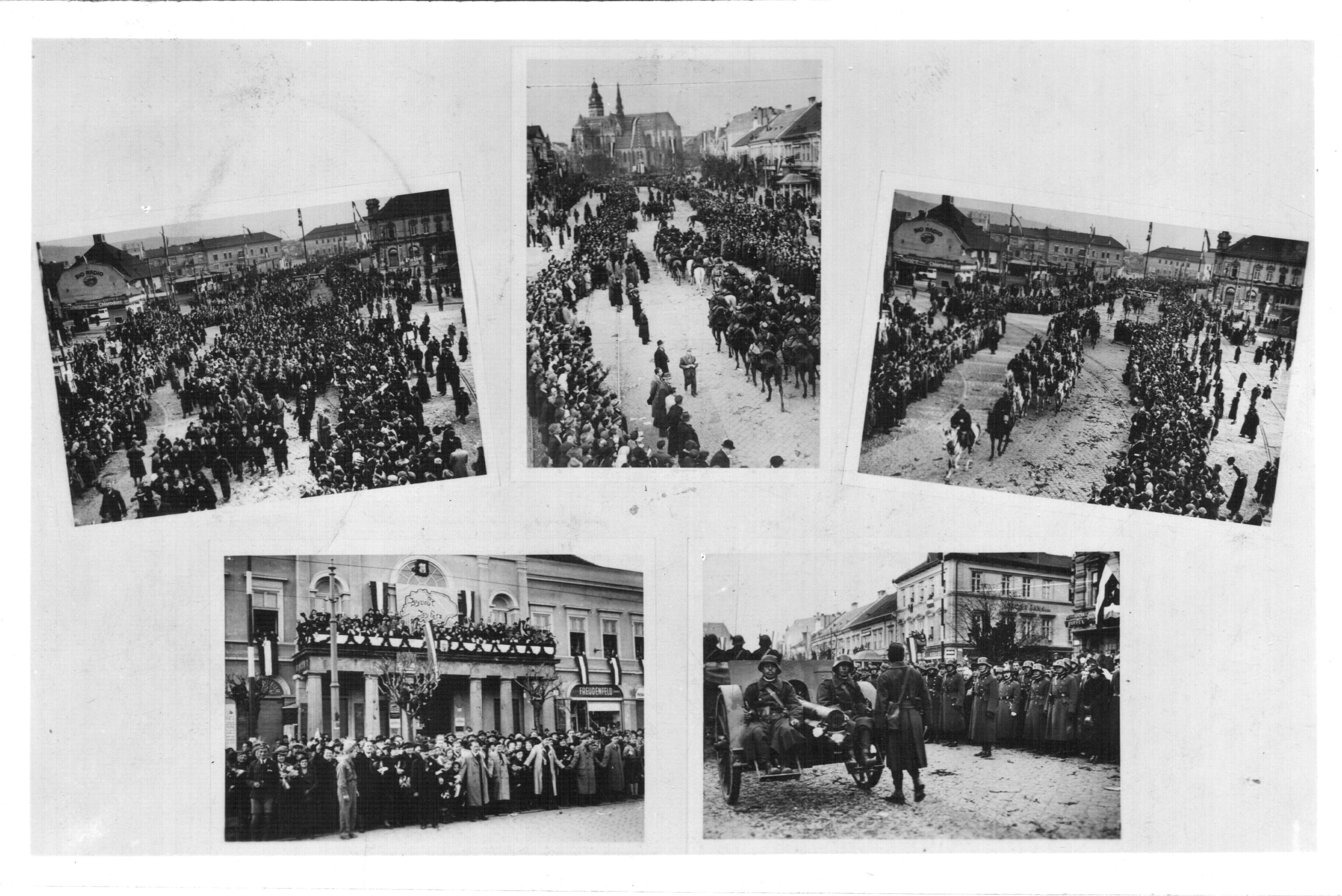
Bevonulás Kassára

November 2-án Bécsben a Belvedere kastélyban került sor a döntésre. A tárgyalást Ribbentrop nyitotta meg. Beszédében hangsúlyozta, hogy a döntést mindkét fél előzetesen elfogadta. Ezt Ciano üdvözlő beszéde követte, majd Kánya Kálmán fejthette ki a magyar álláspontot. Őt Teleki Pál követte, aki a néprajzi elven alapuló határmódosítást hangsúlyozta. Chvalkovský átadta a szót Krno nagykövetnek, aki a csehszlovák államnak a kérdés megoldására tett erőfeszítéseit emelte ki, majd a felek között vita alakult ki, amiben az autonóm szlovák kormány és Avgusztin Volosin kárpátaljai miniszterelnök nem kaptak szót. Ribbentrop azonban megígérte, hogy az ebéd során nem hivatalos megbeszélést folytat velük. Az ebédet követően a német és olasz külügyminiszter egy külön szobába vonultak, hogy megállapodjanak a végleges határvonalban. A német külügyminiszter itt is inkább a szlovákokat támogatta, de olasz társa végül rábeszélte arra, hogy Munkács a magyaroké legyen. Ezt követően záróülésre került sor, ahol kihirdették az új határt és átadták az ezt rögzítő térképet a küldöttségeknek. A döntés a Darányi-vonalat követte, míg Nyitránál Ciano javaslatára kettévágták az etnikailag kevert területet. A határvonalat személyesen a német és az olasz külügyminiszter rajzolta a térképre, melyen magyarázatok is voltak, de az eredeti térkép nem került elő.
A döntés leginkább a szlovákokat lepte meg, mivel előtte nem esett szó a Ciano által javasolt módosításról, ám fellebbezési jog hiányában mindkét küldöttség hallgatott. Szegedy-Maszák Aladár szerint Volosint annyira sokkolta Munkács és Ungvár elvesztése, hogy elájult. Tiso így kommentálta a döntést: „Mindent elvesztettünk. Népünk bár nem saját hibájából, de áldozattá vált. Tudtunk nélkül, tehát ellenünk döntöttek. Nincs mit tenni csak fejet hajtani és dolgozni. De senki sem akadályozhatja meg nekünk, hogy az egész világ előtt kijelentsük, a szlovák nemzet tragikus sérelmet szenvedett el.” Majd hozzátette: „Mindent elvesztettünk, Komáromot, Újvárt, Losoncot, Lévát, Rozsnyót, sőt még Kassát is…”
A döntés eredményeképpen 11 927 km² terület tért vissza Magyarországhoz, 869 ezer fős lakossággal, akik közül 752 ezer fő (86,5%) volt magyar és 117 ezer más nemzetiségű (szlovák, német, rutén). 320 ezer magyar maradt a csehszlovák határ túloldalán. A döntés hírére euforikus hangulat uralkodott el Magyarországon: a vonattal hazatérő magyar delegációt Hegyeshalom után minden állomáson ujjongó tömeg fogadta, Budapesten az utcán ünnepeltek, hálatüntetésekre került sor a német, olasz és lengyel nagykövetségek előtt. Esterházy János, bár a döntés kihirdetésekor sírt örömében, nem volt elégedett azzal, és később azt javasolta, a szlovákok bizalmának visszaszerzése érdekében 1000 km² szlovák többségű területről mondjon le Magyarország Nagysurány és Tótmegyer között, ám ezt elutasították.
Mivel az új határt egy 1:750 000 méretarányú térképen rajzolták meg, így a határvonal 750 méter széles lett volna és sok települést kettészelt vagy nem lehetett megállapítani a pontos hovatartozását. Ezért november végén határmegállapító bizottság jött létre, mely 1939 tavaszáig működött. Szlovák részről dr. Jansák, magyar részről Teleki Pál vezette a nemzeti küldöttséget. Mindkét fél igyekezett lobbizni, hogy a vitatott települések hozzá kérjék csatlakozásukat. A szlovák delegáció meglepetésére több szlovák település is a Magyarországhoz tartozást kérte, ami nagy felháborodáshoz vezetett. Ismert Kavocsán esete, ahol a bizottság tagjai a községi bírót kérdezték meg, hova kíván tartozni. Ő azt felelte: „Do Košice” (magyarul: Kassához). A falu a Kassán eladott élelmiszerből élt, és több más szlovák településhez hasonlóan a gazdasági megfontolásokat fontosabbnak tartották a politikaiaknál. Teleki felajánlotta a községek cseréjét, szlovák többségűeket magyar többségűekre, még ha utóbbiak kisebb területűek is. A határok megállapítása után végül 12 012 km² terület került Magyarországhoz.

## Magyar bevonulás

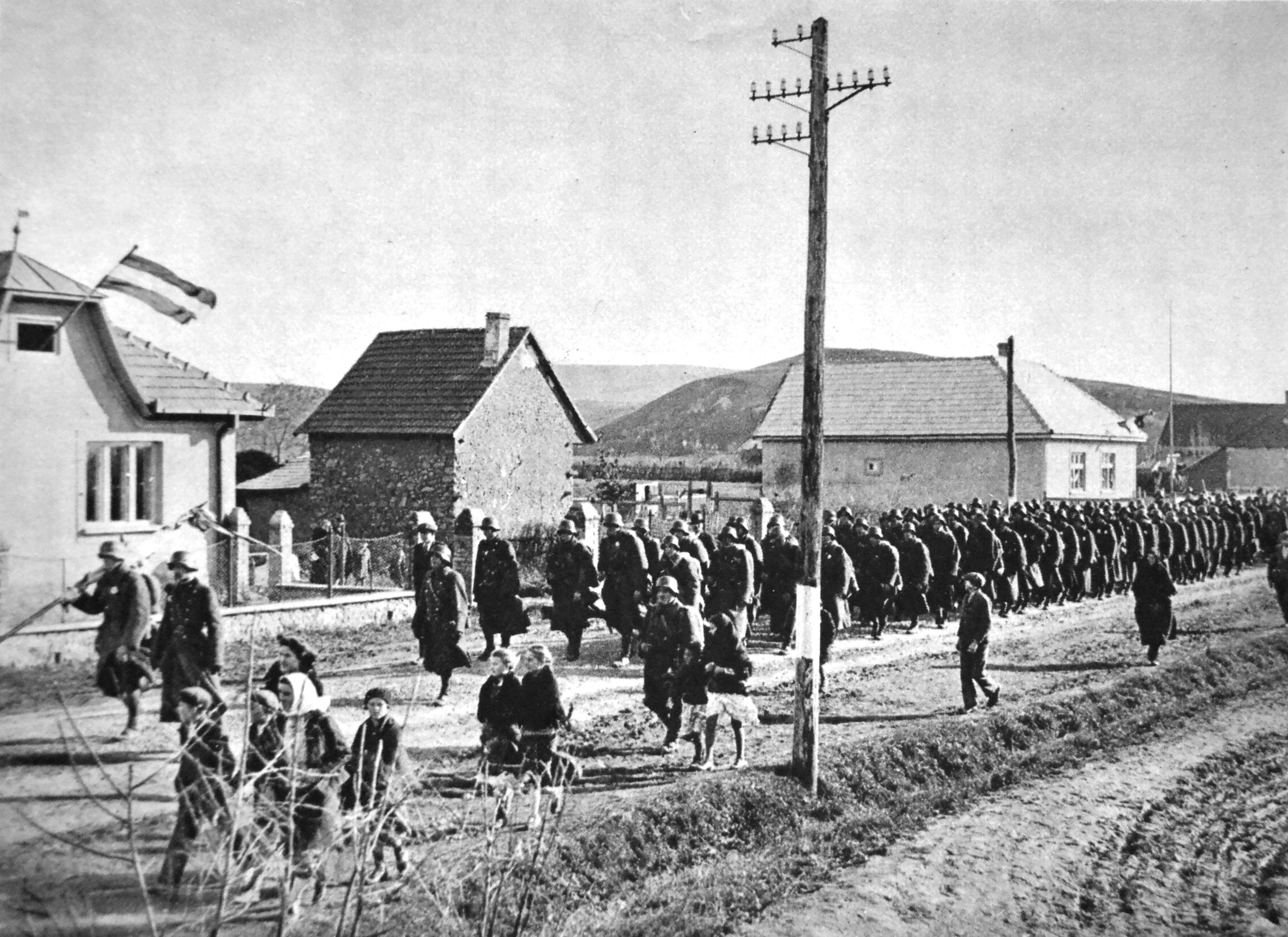
Magyar katonák vonulnak Bodrogszerdahely egyik utcáján, 1938. november 8-án

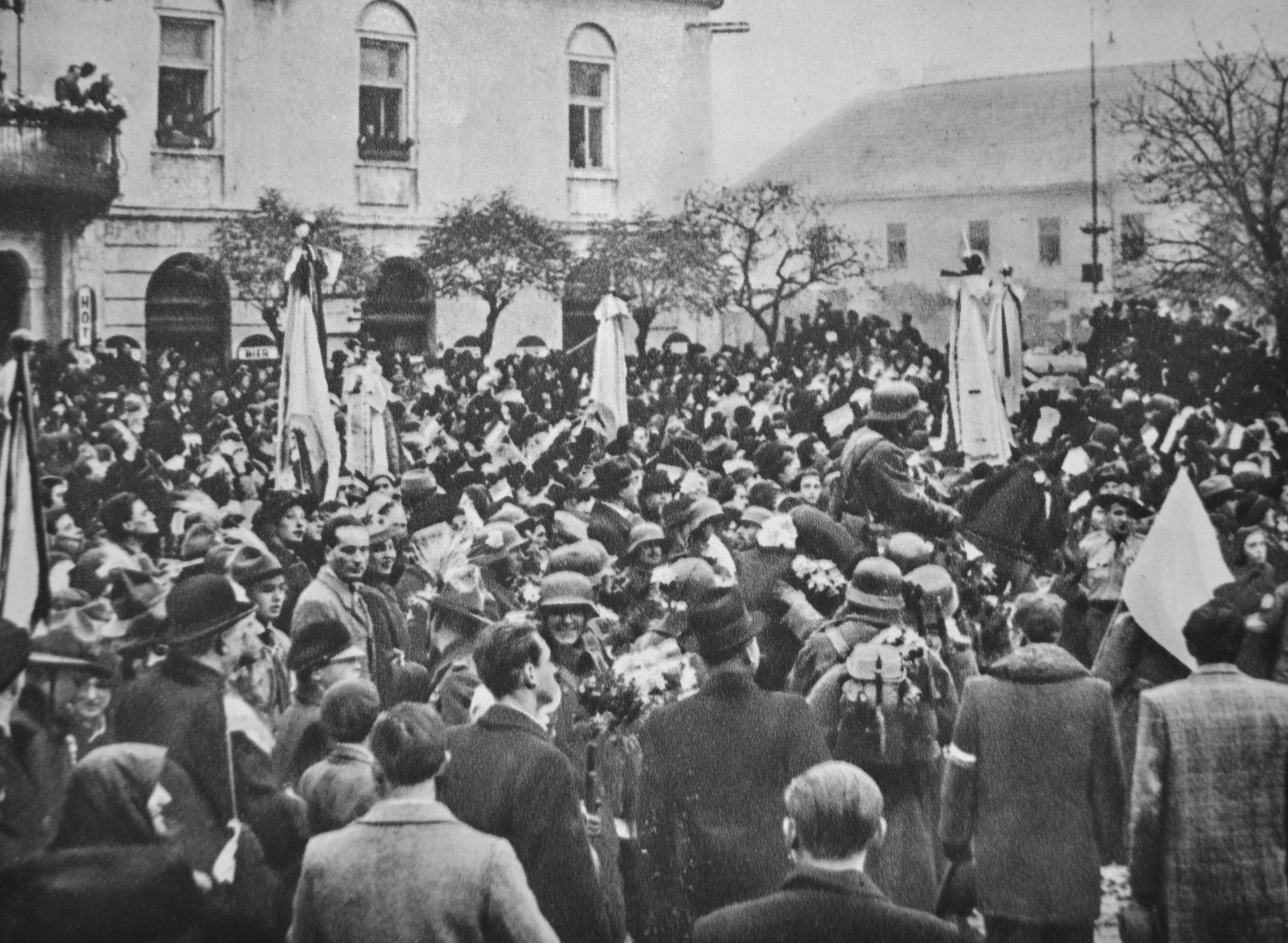
A magyar katonák fogadtatása Érsekújvár főterén, 1938. november 8-án

A felvidéki bevonulás volt a honvédség első jelentős hadmozdulata 1919 óta. A bevonulásban négy megerősített vegyesdandár vett részt, habár október 13-án az egész honvédséget mozgósították. Az „Ipoly” rendelet alapján november 3-án 13 órától kellett a dandároknak felzárkózniuk a határra és 5–10. között kellett a döntés értelmében átadott területeket megszállni. A Csallóközt a 2., az Ipoly vidékét az 1., Rozsnyót és Kassát a 7., Ungvárt és Munkácsot a 6. vegyesdandárnak kellett elfoglalnia. Az ünnepélyes fogadtatást a rendező tisztek és az adott település elöljárósága közösen készítették elő, mindenütt előre meghatározott módon. Az első település, ahová a magyar csapatok 5-én bevonultak, Medve volt, míg a nagyobb településeket 10-én érték el. Horthy Miklós kormányzó 6-án Komáromba, 11-én Kassára vonult be fehér lovon. A kassai bevonuláson részt vett a revíziót régebb óta támogató angol nemes, Harold Harmsworth, Rothermere lordja, aki Londonból utazott ide, hogy szemtanúja legyen az eseménynek. A bevonulás alkalmából beszédet mondott többek között Esterházy János gróf is. Ezt követően Horthy megkoszorúzta II. Rákóczi Ferenc sírját.
A Felvidék déli részének visszatérését a magyar törvényhozás november 13-án, az 1938. évi XXXIV. törvénycikkel szentesítette. 1939. április 21-én újabb rendelkezés született, ami alapján a Himnusz lejátszása után a Rákóczi-induló első részét is le kellett játszani ünnepélyes alkalmakkor. Az év végén emlékérmét adtak ki, amit a bevonulásban részt vett katonák kaptak meg. A visszatért területek betagolására 1938. november 15-én létrehozták a Felvidéki Minisztériumot Jaross Andor tárca nélküli miniszter vezetése alatt és 1940. április 1-jéig működött konzultatív szervként. December 5-én a Képviselőházba 17 felvidéki képviselőt hívtak be.
Atrocitásokra a magyar lakosság részéről elsősorban a telepesekkel szemben került sor. Ezen kívül 1938. november 2-ának éjjelén sok helyütt tiltott ünneplés folyt. Nagycétényben másnapra elkergették a csehszlovák hatalom képviselőit, a magyar honvédség azonban csak a kijelölt vonalig szállta meg a visszakerülő területet, és így a falu a következő évi márciusi területcserékig a határ másik oldalán maradt. Nyitra és Pozsony megyében Alsójattó, Kalász, Nagycétény, Nagyhind és Vága a magyar-csehszlovák határmegállapító bizottság megegyezése következtében kerültek vissza, míg Cseklész, Gány és Barakony Szlovákiához került.

## Következmények

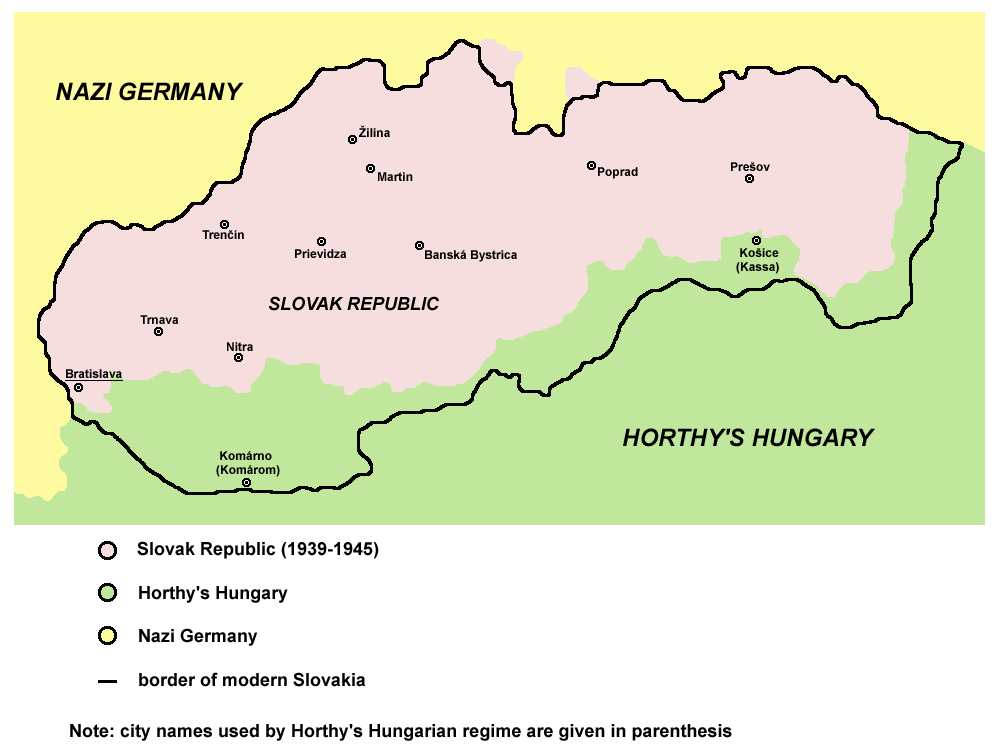
Magyarország és Szlovákia határa 1941-ben

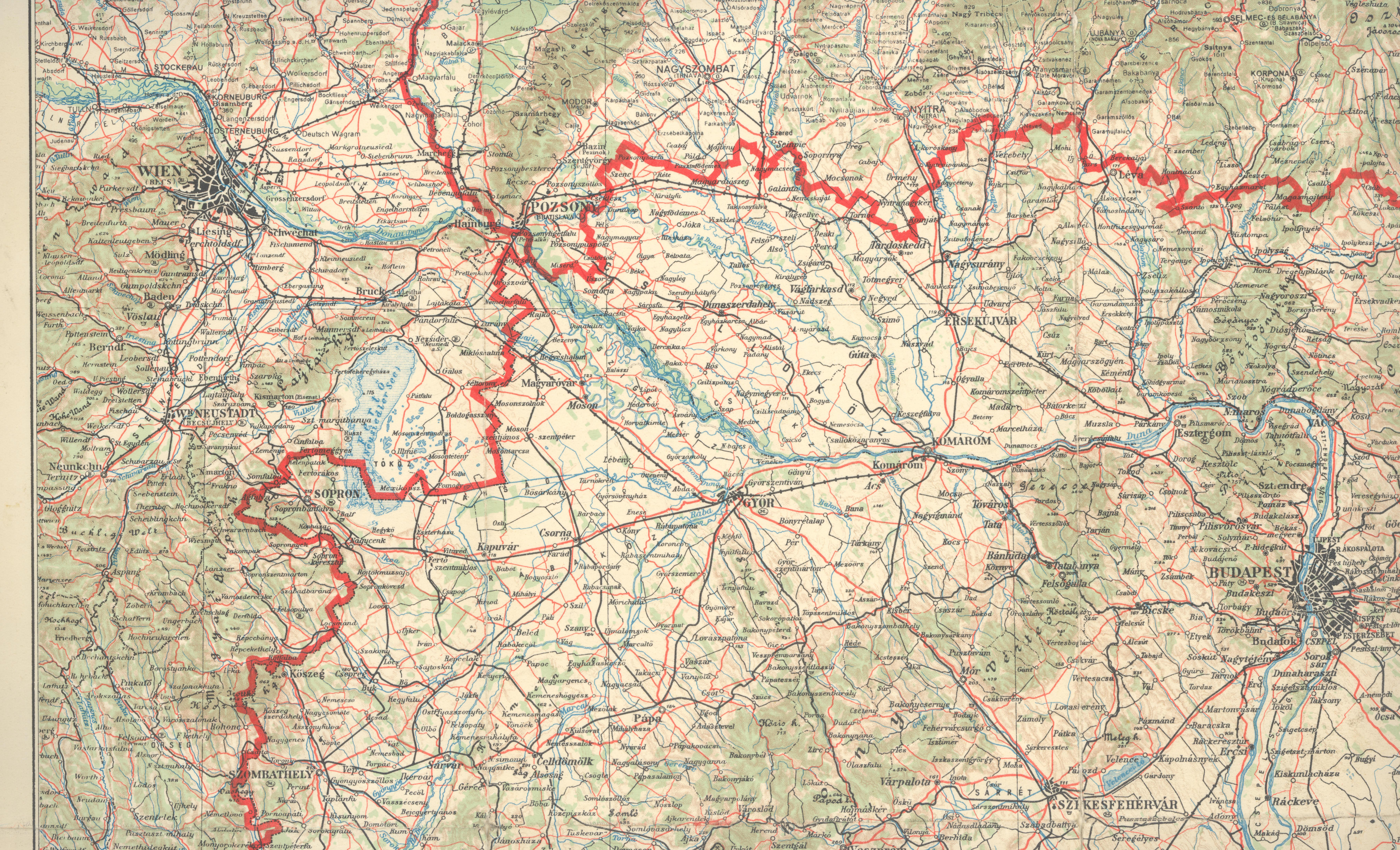
Északnyugat-Magyarország térképe 1940-ben

Az első bécsi döntés teljesen elmérgesítette a magyar–szlovák viszonyt. Szlovákia legértékesebb mezőgazdasági területeit vesztette el, ez pedig ellátási és gazdasági problémákat okozott. Tiso, aki a döntés után a lemondását is fontolgatta, igyekezett a felelősséget az előző csehszlovák kormányra hárítani, illetve a Slovák című lapban kifejtette, hogy a tengelyhatalmak úgy bántak Szlovákiával, mint a csehekkel a müncheni egyezményben. A szlovák politika a második világháború végéig napirenden tartotta a döntéssel elkerült területek visszaszerzését, és ez irredentizmus kialakulásához vezetett. A propaganda ezen területek visszaszerzésének szükségességét és a magyar uralom alá került szlovákok szenvedéseit hangoztatta. A szlovákok a Szent István-i eszmével a Nagymorva Birodalmat állították szembe, amely a bécsi döntéssel elvesztett területek és Morvaország Szlovákiához csatolását jelentette, az így létrejövő államból pedig minden kisebbség kitelepítését tervezték. Ferdinand Čatloš szlovák vezérkari főnök még 1944-ben is a területek visszaszerzését remélte, ha a szlovák haderő átáll a Vörös Hadsereghez.
A döntés nyomán nagy népmozgás indult meg és míg a szlovákok északra, addig az ottani magyarok az újonnan visszacsatolt területekre költöztek. Tiso mindent megtett annak érdekében, hogy megnyugtassa az elcsatolt részen élő szlovákokat, és megakadályozza az értelmiség és különösen a tanárok tömeges menekülését. Ebben az időszakban állandó volt az elvándorlás, különösen a zsidók és csehek részéről és a döntés után a magyarok közül is sokan költöztek el. Pozsony lakossága tíz évvel korábbi szintre csökkent vissza 150 ezer főről 123 ezerre. Az első szlovák köztársaság 1939. március 14-i kikiáltását követően 70–100 ezer magyar élt az állam területén, akiket Esterházy János vezetett az Egyesült Magyar Párt vezetőjeként és a szlovák parlament egyetlen magyar képviselőjeként. Az új állam és Magyarország között annak első napjaiban kitört a kis háború, amelynek során a magyar erők újabb területeket szálltak meg az Ung völgyében. A magyar vezetés úgy érvelt, hogy a Cseh-Szlovák Köztársaság megszűnésével a bécsi döntés is érvényét veszítette, így Magyarország jogot nyert Kárpátalja visszaszerzésére.
A bécsi döntések csak átmeneti megoldást jelentettek a magyarság számára, ugyanis a Csehszlovákiában élő magyarok 1945 után kisebbségi jogaikat is elveszítették miattuk. Már az 1945-ös fegyverszüneti egyezmény is csak az 1937-es határok között ismerte el a magyar közigazgatást. A döntést, mint minden német területi változtatást, semmisnek nyilvánították a párizsi békeszerződésekben és a pozsonyi hídfő további három faluját csatolták Csehszlovákiához.